# Honda Fit
O Honda Fit (japonês: ホンダ・フィット, Hepburn: Honda Fitto), também comercializado como Honda Jazz, é um carro subcompacto de quatro portas do segmento B fabricado, também designado como monovolume e, comercializado pela Honda desde 2001. Recentemente, foi lançada a sua quarta geração. Comercializado mundialmente e fabricado em dez fábricas em oito países, suas vendas atingiram quase 5 milhões de unidades em meados de 2013.
Compartilhando a plataforma global de carros pequenos da Honda: City, Airwave, Mobilio (primeira geração) e Freed, o Fit é conhecido por seu design one-box ou monoespaço/monovolume; tanque de combustível localizado à frente; interior reconfigurável - e volume de carga competitivo para veículos maiores.
A Honda lançou versões elétricas híbridas do Fit no Japão em outubro de 2010 e na Europa no início de 2011. A Honda lançou o Fit EV, uma versão totalmente elétrica de produção limitada, nos Estados Unidos em julho de 2012 e no Japão no mês seguinte. Em 2012, o Honda Fit foi produzido em 12 países, incluindo Japão, Brasil, China, Índia e Indonésia.
A Honda usa a designação "Jazz" na Europa, Oceania, Oriente Médio, África, Hong Kong, Macau, alguns países da ASEAN e Índia; e "Fit" no Japão, Sri Lanka, China, Taiwan e nas Américas.

## Teste de segurança no Latin NCAP
O Honda Fit foi testado pelo Latin NCAP em novembro de 2015. Os testes foram feitos no Brasil e no México.
O veículo - que continha airbags frontais para motorista e passageiro e Freio ABS (obrigatórios nos veículos fabricados e importados no Brasil desde 2014), Isofix, pré-tensionadores dos cintos dianteiros, sistema de aviso de cinto de segurança desafivelado e desativação do airbag do passageiro - tirou 5 estrelas para proteção de adultos e 4 estrelas para proteção de crianças.

### Comentários
Adultos:
As cabeças do motorista e do passageiro foram bem protegidas pelos airbags de cada um deles no impacto frontal. Ambos os cintos de segurança estavam equipados com pré-tensionadores e limitadores de carga. Os peitos apresentaram proteção adequada para boa. As áreas dos joelhos do motorista e do passageiro não mostraram estruturas críticas. A carroceria foi qualificada como estável, sendo capaz de suportar maiores cargas. O modelo cumpriu com os requisitos das UN95 de teste de impacto lateral.
Crianças:
A cadeirinha infantil para crianças de três anos conseguiu evitar o excessivo deslocamento para frente no impacto, proporcionando uma proteção adequada. O desempenho dinâmico do sistema de retenção para crianças de 18 meses foi bom. A maioria dos SRI instalados com cintos de segurança passou a instalação, levando em conta as posições exoneradas no manual. O carro conta com sinais de advertência para instalar um SRI no banco dianteiro com airbags, oferecendo a possibilidade de desconectar o airbag do passageiro, cumprindo com os requerimentos do Latin NCAP.

## Primeira geração (2001-2008)

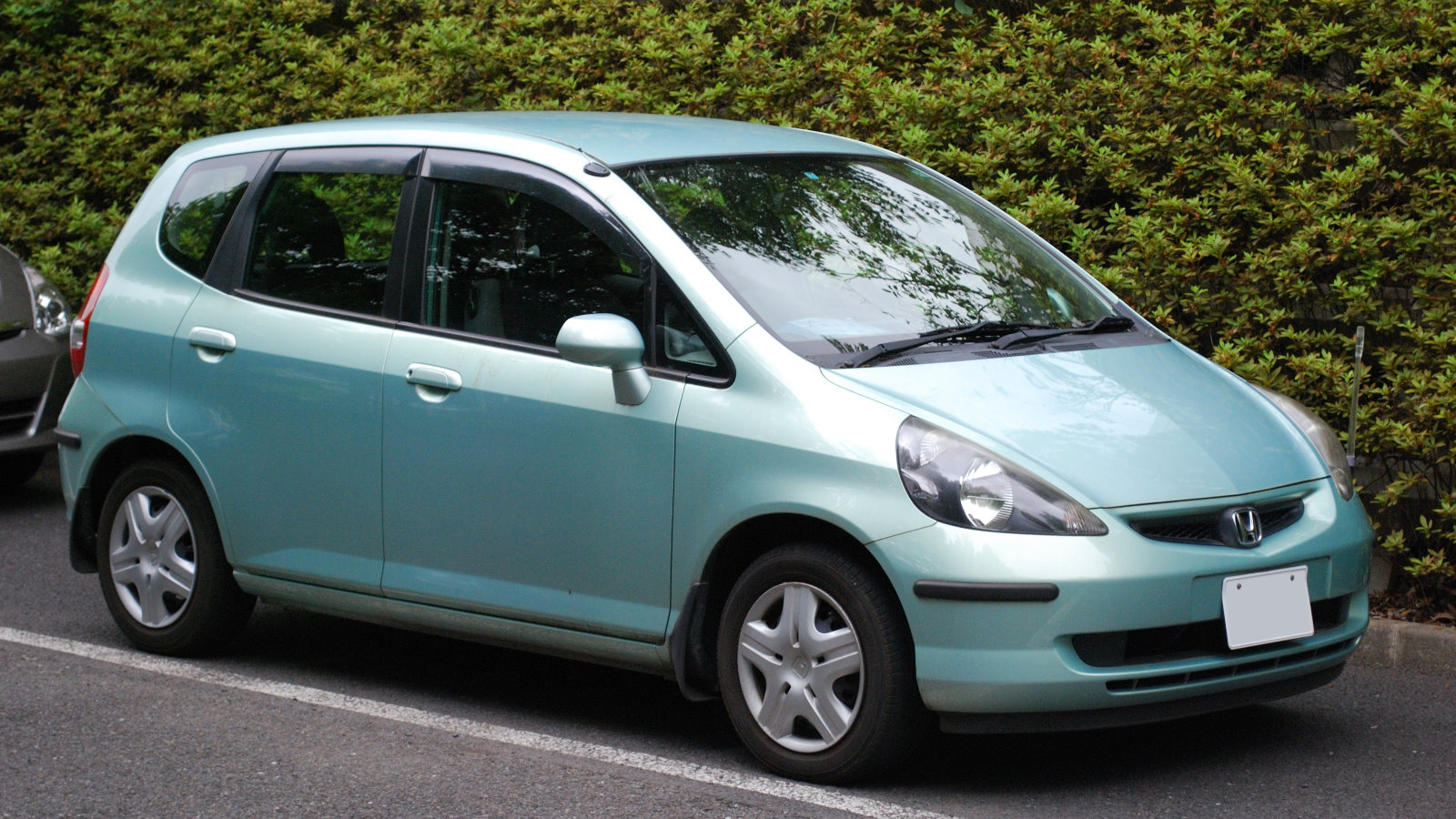
Honda Fit da primeira geração

A primeira série foi produzida de 2001 a 2008, tem 385 cm de comprimento, 168 cm de largura e 153 cm de altura. Tem uma distância entre-eixos de 245 cm e uma capacidade de porta-malas de 380 litros.
Os motores, todos a gasolina, são 1,2 com 78 HP e 1,4 com 83 HP. A caixa de câmbio poderia ser manual com cinco marchas. Quando equipado com motorização 1.4, o Fit utilizava um câmbio automático do tipo CVT, que simulava 07 (sete) velocidades em modo sequencial. No que diz respeito à segurança do automóvel, o Fit/Jazz foi submetido ao crash test da Euro NCAP em 2004, obtendo o resultado de quatro estrelas.
Em 2007, a produção total atingiu dois milhões de unidades fabricadas.

#### Brasil
A Honda iniciou a produção e venda local do Fit em abril de 2003, quando o Brasil se tornou a segunda base de produção do modelo, depois do Japão. No Brasil, embora inicialmente estivesse disponível apenas com o motor i-DSI 1.3 L, eventualmente o Fit poderia receber os mesmos motores dos modelos japoneses (todos os carros Honda brasileiros têm motores importados do Japão), com três níveis de acabamento disponíveis. O modelo básico LX possuía motor i-DSI 1.35 (que no Brasil era comercializado como 1.4) e airbag do lado do motorista. O segundo modelo da linha, o LXL, possuía o mesmo motor do LX, mas adicionava alguns equipamentos extras, como airbag do lado do passageiro e freios ABS. O modelo top EX tinha essencialmente os mesmo equipamentos que o LXL, mas vinha com o motor 1.5 VTEC. Todos os modelos estavam disponíveis com as transmissões manual de cinco velocidades ou o automático do tipo CVT, sem relações de marchas. Na versão brasileira, não haviam airbags laterais nem do tipo cortina. Além disso, a antena do rádio estava posicionada de forma diferente: na parte frontal do teto.
O Honda Fit foi premiado pela revista Quatro Rodas como Melhor Compra nos anos de 2005 e 2006 e, como o carro com compradores mais felizes nos anos de 2004, 2005, 2006 e 2007.

## Segunda geração (2008-2013)

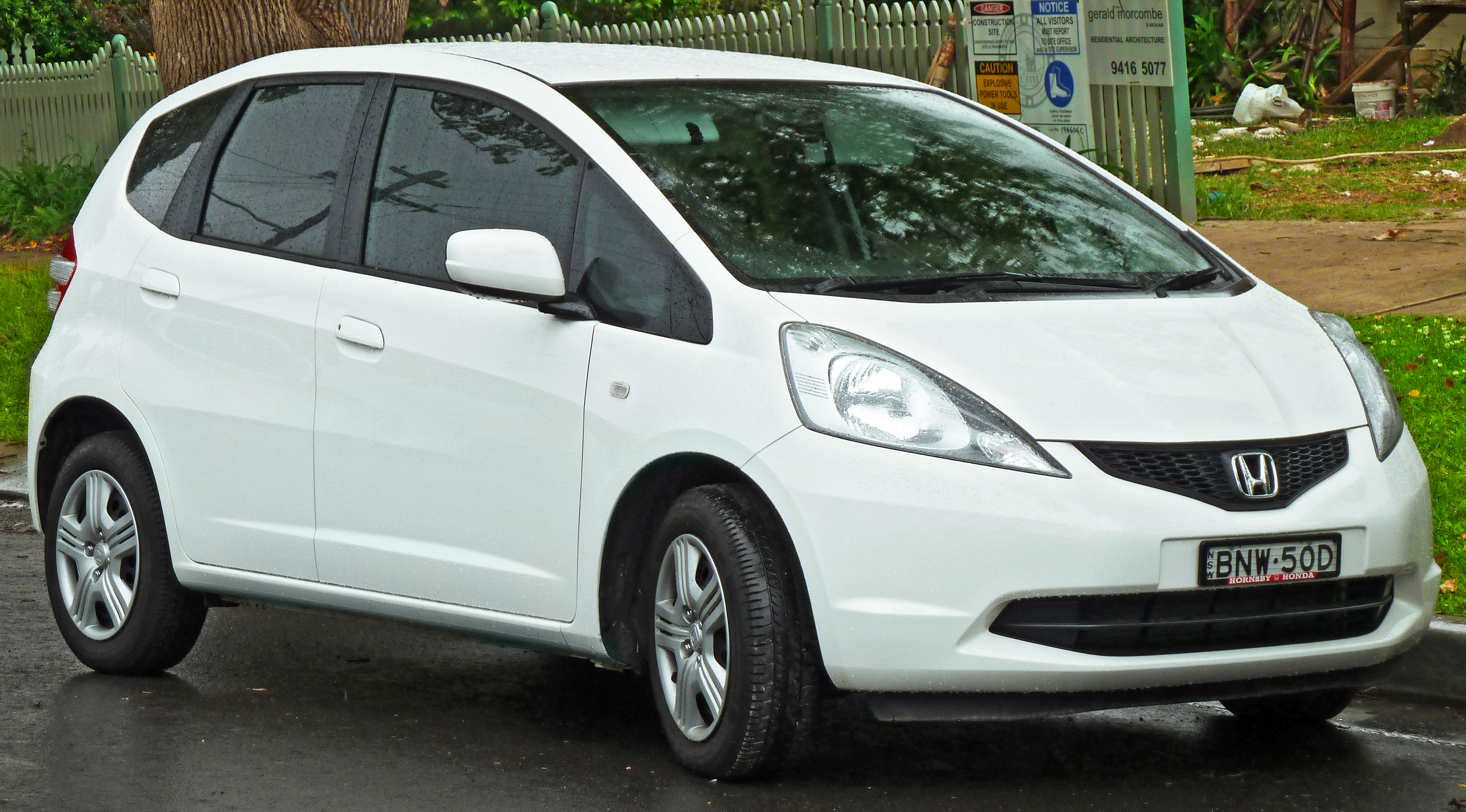
Honda Fit da segunda geração

A segunda geração foi lançada no segundo semestre de 2008, mantendo a maior parte das configurações estilísticas, estruturais e mecânicas da série anterior, embora com várias melhorias. Nas dimensões, aumentou em 5 cm no comprimento (390 cm) e 2 cm na largura (170 cm), enquanto a altura (153 cm) permaneceu inalterada. Os motores, todos a gasolina, com potências variando de 90 a 99 cv, sendo, em média, 15-20% mais potentes e o peso é ligeiramente inferior. Em 2009, a segunda série do Jazz foi submetida a testes de colisão EuroNCAP com um total de 5 estrelas. No mesmo ano, a produção dos espécimes europeus é transferida do Japão para a fábrica de Swindon na Inglaterra.
Durante 2011, com o lançamento da versão híbrida, sofreu uma ligeira remodelação no que diz respeito, externamente, aos escudos do para-choque e, internamente, à cor do console central, agora preto em vez de cinza metálico claro. Além disso, a caixa de câmbio robotizada i-Shift foi substituída por uma caixa de câmbio continuamente variável CVT, que é padrão na versão híbrida.
Este último é o primeiro pequeno automóvel híbrido, estando equipado com um motor 1.3 a gasolina que, para pouco consumir e poluir, está acoplado a um motor elétrico (alimentado a baterias): quando funcionam juntos tem teoricamente 98 CV. O motor elétrico é acionado (levemente) em aceleração, para auxiliar o térmico e economizar combustível; durante a desaceleração, ele se transforma em um gerador que recarrega as baterias que o alimentam.

### Brasil
O novo Fit fabricado em Sumaré foi apresentado em outubro de 2008 no Brasil no Salão do Automóvel de São Paulo. São quatro versões: LX e LXL, com motor 16V de 1,35 litro (comercializado como 1.4), e EX e EXL, com motor 16V de 1,5 litro. Ambos os motores têm recursos VTEC e flex como padrão. Manual e automático - ambas de cinco velocidades - são oferecidas caixas de câmbio; O CVT não estava mais disponível. [citação necessária]

## Terceira geração (2013-2019)

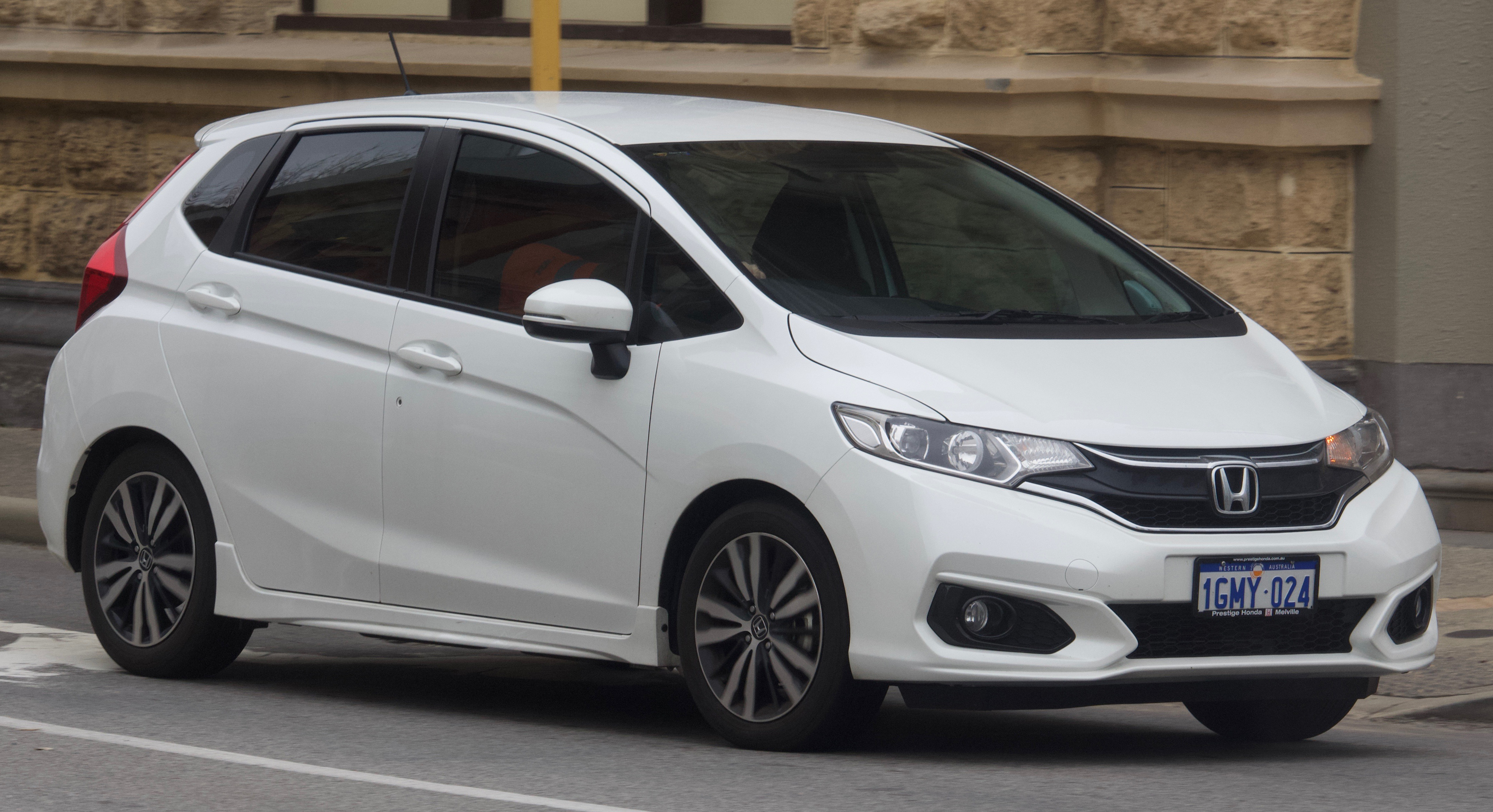
Honda Fit da terceira geração

Em 2013, a terceira geração foi apresentada e produzida no Japão no mesmo ano, enquanto na Indonésia a produção começou em junho de 2014. Na América foi colocada à venda em junho de 2014 e a produção ocorre na fábrica de Celaya  enquanto na Europa chega ao mercado em outubro de 2015.  Submetido a crash tests EuroNCAP em 2015, obteve o resultado de cinco estrelas.
O motor no mercado europeu é o quatro cilindros 1.3 i-VTEC a gasolina de 102 cavalos de potência Earth Dreams combinado com uma nova caixa manual de seis velocidades ou CVT automática. Para o modelo manual, a velocidade máxima é de 190 km/he a aceleração de 0 a 100 km/h ocorre em 11,2 segundos.
A versão híbrida está equipada com o motor 1.5 i-VTEC de quatro cilindros de ciclo Atkinson combinado com uma transmissão i-DCD de sete velocidades de dupla embreagem com motor elétrico integrado. O novo sistema permite melhorar o consumo de combustível em 35% em relação ao Jazz híbrido anterior. Esta versão nunca foi importada para a Europa.
Um restyling foi apresentado no Salão do Automóvel de Frankfurt no outono de 2017, apresentando o pacote de sistema de segurança ADAS ao mercado europeu e o motor a gasolina 1.5 aspirado naturalmente já disponível em outros mercados.
O Fit/Jazz de terceira geração mantém o conceito geral de design das gerações anteriores, notadamente o tanque de combustível localizado no centro e o conceito de interior com várias configurações, comercializado como Magic Seating.
A novíssima "Plataforma Global para Carros Pequenos" (em inglês "Global Small Car Platform") da Honda, empregando aço de ultra-alta resistência 780 MPa em 27% de sua carroceria - e um comprimento total mais curto (-27 mm), distância entre eixos mais longa (+30,48 mm) aumentou o espaço para as pernas na parte traseira (+121,92 mm) e maior volume de passageiros (+138,71 litros) em comparação com a geração anterior.
Os painéis da carroceria são soldados e aparafusados à estrutura em um monocoque híbrido e fusão de estrutura espacial - e a suspensão com barra de torção traseira é mais compacta, não mais usando uma barra antioscilação para maximizar o espaço interno e de carga. Honda HR-V compartilha sua plataforma com o Fit.

## Quarta geração (2019-presente)

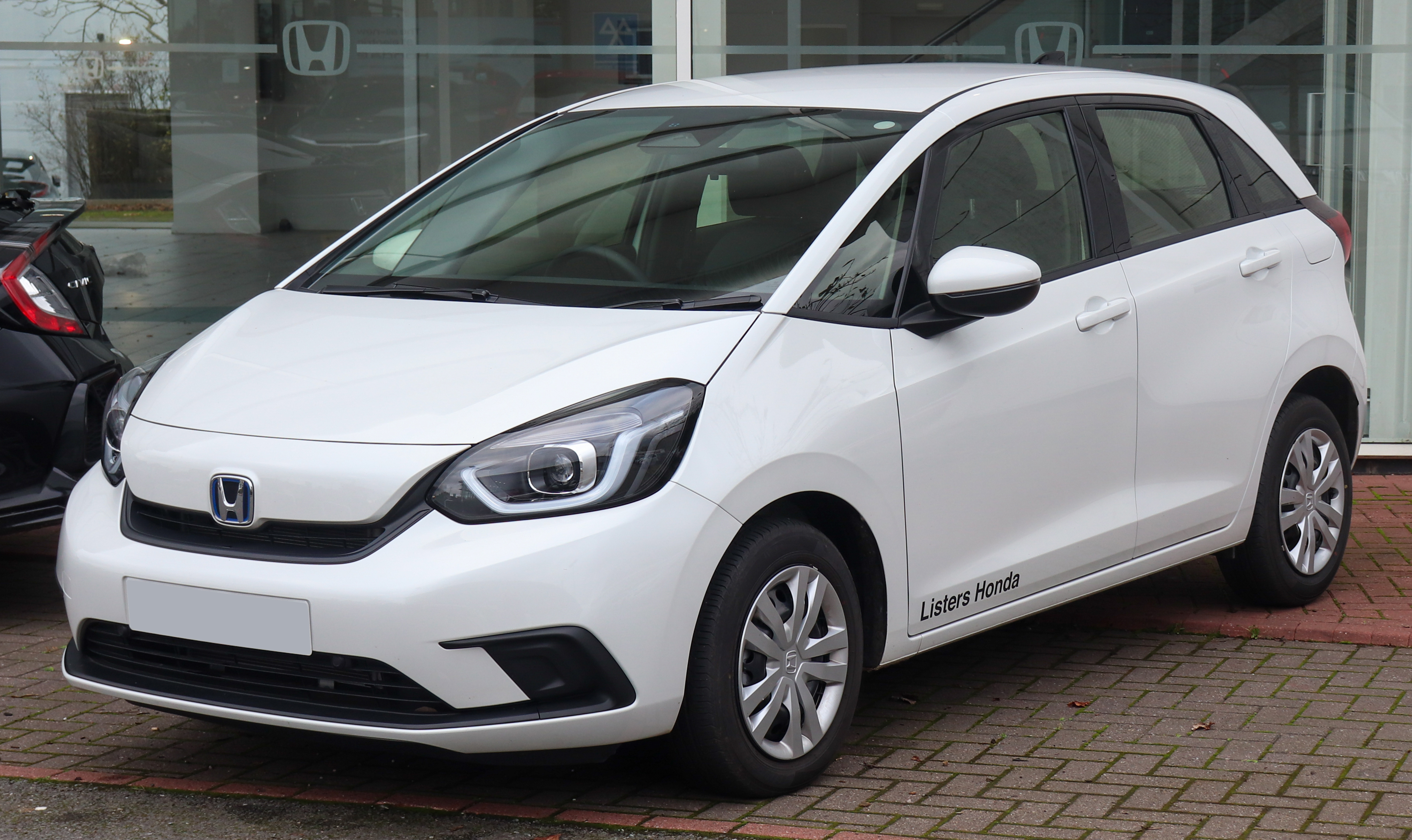
Honda Fit da quarta geração

A quarta geração estreia no Japão no final de 2019 e chega à Europa no verão de 2020. Foi desenhada de acordo com a filosofia japonesa "Yoo no bi" em nome da essencialidade estilística com Takeki Tanaka à frente do projeto. O modelo europeu é vendido apenas com um motor híbrido chamado e:Hev composto por um motor i-VTEC 1.5 a gasolina de quatro cilindros combinado com dois motores elétricos e uma bateria de íons de lítio. A transmissão consiste em uma transmissão automática do tipo e-CVT. O motor a gasolina oferece 97 cavalos de potência e no modo híbrido todo o sistema produz 109 cv no total, o torque do 1.5 sozinho é de 131 Nm a gasolina e 253 Nm em operação híbrida e a aceleração de 0 a 100 km/h ocorre em 9,4 segundos, a velocidade máxima de 175 km/h. O motor tem aprovação Euro 6D-Temp. A bagageira tem um volume mínimo de 298 litros que sobe para 1.203 litros com os bancos traseiros rebatidos (medidos no tejadilho). A versão híbrida tem três modos de condução: no EV Drive a bateria alimenta o motor elétrico, no modo Hybrid Drive o motor a gasolina alimenta o gerador elétrico que por sua vez alimenta o motor elétrico e o terceiro modo é o Engine Drive com o motor a gasolina conectado diretamente às rodas por meio de uma embreagem de travamento, com possibilidade de acionamento automático do motor elétrico para oferecer maior potência na aceleração.
No mercado japonês, além da variante híbrida, existe também a variante com motor de combustão mais barato: é um motor a gasolina 1.3 (L13B) de quatro cilindros com sistema i-VTEC que entrega 97 cavalos de potência e 118 Nm de torque máximo combinado com uma caixa de velocidades manual 5 velocidades ou CVT automática.
Pela primeira vez no mercado europeu e japonês, apresenta também uma variante de carroceria chamada Crosstar com acabamento em relevo de 32 mm e estética crossover com proteções plásticas nos pára-choques, barras de tejadilho, grade frontal e cavas das rodas alargadas em plástico bruto.

#### Europa
O Jazz foi colocado à venda na Europa em meados de 2020 como um modelo apenas híbrido, já que a Honda está eliminando os motores de combustão convencionais na região em 2022. O modelo Crosstar também é oferecido como um modelo topo de linha. Para o mercado, a Honda afirmou que o Jazz é capaz de atingir 62,8 mpg ‑imp (22,2 km/l; 4,5 L/100 km) no ciclo combinado WLTP enquanto emite 102 g/km de CO2 em sua forma padrão.

## Motores
| Modelo          | Disponibilidade | Motor    | Deslocamento (cm³) | Potência      | Torque Máximo (Nm) | Emissões de CO2 (g/km) | 0–100 km/h (segundos) | Velocidade máxima (km/h) | Consumo médio (km/L) |
| 1.2 i-vtec      | desde 2008      | Gasolina | 1198               | 66 kW (90 HP) | 114                | 123                    | 12,5                  | 177                      | 18,9                 |
| 1.4 i-vtec      | desde 2008      | Gasolina | 1339               | 73 kW (99 PS) | 127                | 126                    | 11,5                  | 182                      | 18,2                 |
| 1.4 CVT Híbrido | desde 2011      | Híbrido  | 1339               | 65 kW (88 HP) | 121                | 104                    | 12,6                  | 177                      | 22,2                 |

## Versão elétrica

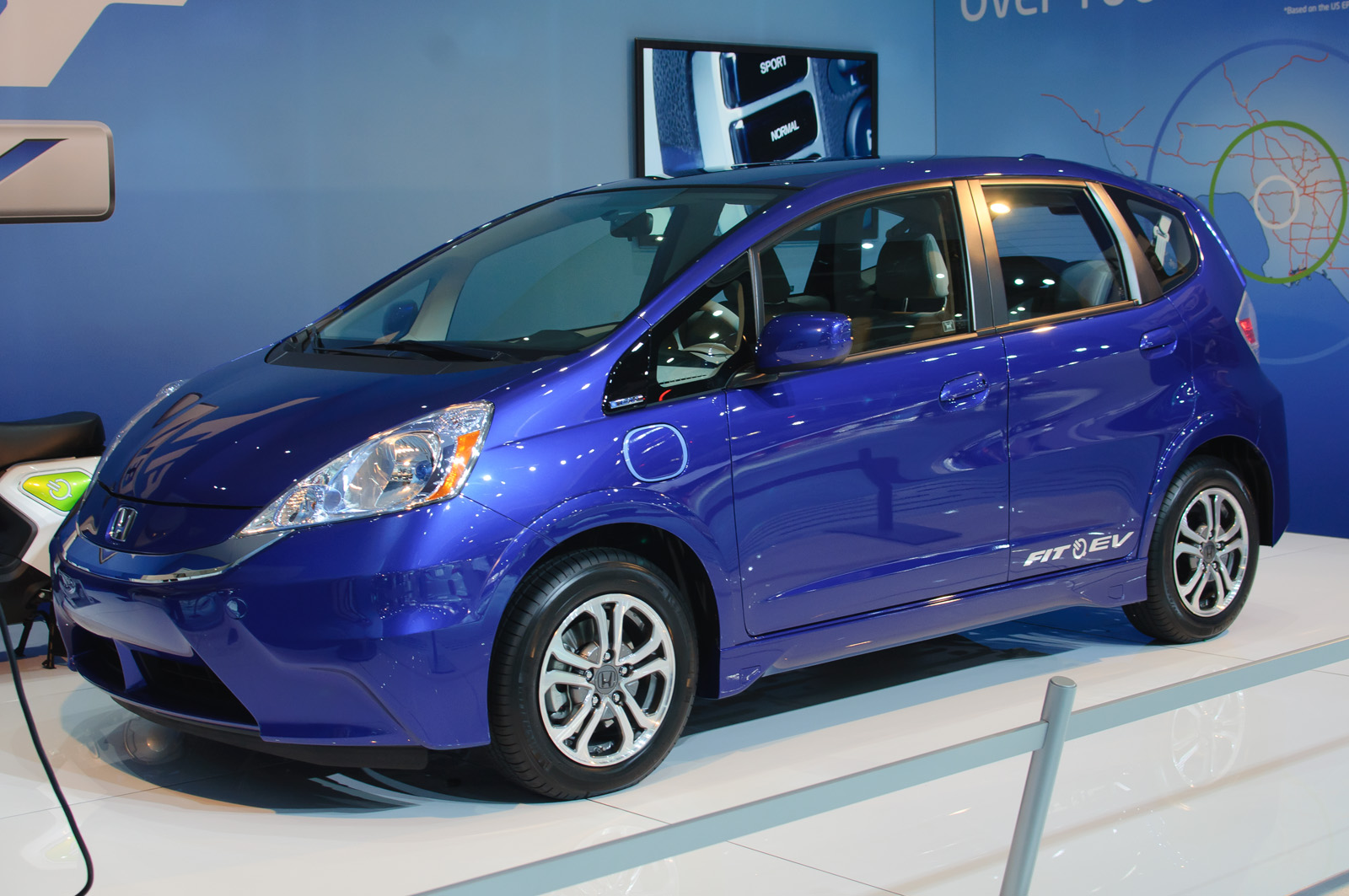
Honda Fit EV 2011 no Los Angeles Auto Show

O Honda Fit EV foi apresentado no Salão do Automóvel de Los Angeles em 2010. O modelo de produção foi apresentado na edição de 2011. Possui motor elétrico de 92 kW, velocidade máxima de 140 km/he a bateria de 20 kWh lhe confere autonomia de aproximadamente 120 km. Como todos os carros elétricos, não produz poluição do ar ou sonora no local de uso.

## Vendas
As vendas japonesas da primeira geração do Fit excederam em muito a meta original de vendas mensais de 8.000 unidades no lançamento. Em dezembro de 2001, ele havia superado as vendas do Toyota Corolla e ficou em primeiro lugar em vendas por nove dos doze meses em 2002. Com um total de vendas de 250.790 no ano de 2002, tornou-se o veículo mais vendido no Japão, o que é um primeiro para um modelo Honda.  Em setembro de 2003, um pouco mais de dois anos depois que o carro foi vendido pela primeira vez, o Fit atingiu 500.000 vendas no mercado japonês.
Após uma pequena mudança de modelo que foi colocada à venda em 11 de junho de 2004, a Honda anunciou que, em um período de cerca de 2 semanas após seu lançamento, a empresa recebeu pedidos de clientes totalizando cerca de 13.000 unidades. Em novembro de 2007, em menos de 6 meses após uma pequena mudança no modelo, as vendas acumuladas do Fit atingiram um milhão de unidades no Japão.
A segunda geração tem sido o carro mais vendido no Japão desde seu lançamento oficial em novembro de 2007. Em setembro de 2010, as vendas acumuladas no Japão alcançaram 1,5 milhão de unidades. 
| Ano  | Hatchback | Aria / Grace (sedan) | Ranking no Japão |
| ---- | --------- | -------------------- | ---------------- |
| 2001 | 104.298   | n / D                | 6                |
| 2002 | 250.790   | 1.231                | 1                |
| 2003 | 182.285   | 14.623               | 2                |
| 2004 | 149.503   | 6.992                | 2                |
| 2005 | 125.894   | 5.450                | 3                |
| 2006 | 101.793   | 5,238                | 3                |
| 2007 | 116.561   | n / D                | 3                |
| 2008 | 174.910   | n / D                | 1                |
| 2009 | 157.324   | n / D                | 2                |
| 2010 | 185.439   | n / D                | 2                |
| 2011 | 207.882   | n / D                | 2                |
| 2012 | 209.276   | n / D                | 3                |
| 2013 | 181.414   | n / D                | 3                |
| 2014 | 202.838   | n / D                | 2                |
| 2015 | 119.846   | n / D                | 3                |
| 2016 | 105.622   | n / D                | 4                |
| 2017 | 97.939    | n / D                | 6                |
| 2018 | 90.720    | n / D                | 7                |
| 2019 | 74.410    | n / D                | 12               |

Em dezembro de 2004, as vendas globais acumuladas de Fit/Jazz atingiram 1 milhão de unidades. Em 17 de julho de 2007, a Honda anunciou que, no final de junho, mais de 2 milhões de unidades Fit/Jazz foram vendidas em todo o mundo desde seu lançamento.  Japão representa a maior porcentagem das vendas, com 962.000 unidades vendidas no mercado doméstico. A Europa é a próxima com 417.000 unidades. Os Estados Unidos respondem por 77.000 carros desde o lançamento em 2006. A Honda esperava vender 33.000 veículos nos EUA para o ano modelo de 2007, mas superou essas expectativas e vendeu 40.000. Honda planeja colocar 70.000 unidades Fit nas estradas americanas para o 2008 ano modelo.
No primeiro semestre de 2008, a Honda e outros fabricantes foram surpreendidos pela rápida mudança para carros menores nos Estados Unidos. As vendas do Fit durante os primeiros cinco meses do ano aumentaram 64% em comparação com 2007. A produção de 2009 do Fit para o mercado dos EUA aumentaria de 60.000 para 80.000 carros. O aumento adicional da oferta para o mercado dos EUA é limitado pela capacidade de produção da Honda de 500.000 por ano para todos os mercados.
A Honda anunciou que, no final de julho de 2009, as vendas mundiais do Fit/Jazz atingiram 3 milhões. Um ano depois, as vendas globais acumuladas atingiram 3,5 milhões de unidades em julho de 2010. 
| Ano civil | EUA    | Canadá | Brasil | Europa | China   | Índia  | Indonésia | Tailândia | Austrália |
| --------- | ------ | ------ | ------ | ------ | ------- | ------ | --------- | --------- | --------- |
| 2001      |        |        |        | 34     |         |        |           |           |           |
| 2002      |        |        |        | 43.024 |         |        |           |           | 1.406     |
| 2003      |        |        |        | 52.004 | 16.554  |        |           |           | 8.501     |
| 2004      |        |        |        | 82.783 | 77.639  |        | 24.844    |           | 7.360     |
| 2005      |        |        |        | 87.365 | 89.224  |        | 32.241    |           | 7.914     |
| 2006      | 27.934 | 10.634 |        | 79.627 | 59.233  |        | 18.442    |           | 9.441     |
| 2007      | 56.432 | 13.507 |        | 67.711 | 63.319  |        | 14.057    |           | 11.633    |
| 2008      | 79.794 | 14.836 |        | 59.216 | 49.883  |        | 24.969    |           | 9.563     |
| 2009      | 67.315 | 9.553  |        | 75.456 | 48.640  | 6.247  | 15.713    |           | 9.031     |
| 2010      | 54.354 | 7.900  |        | 59.291 | 33.575  | 5.025  | 22.758    |           | 9.130     |
| 2011      | 59.235 | 2.835  |        | 57.440 | 21.043  | 1.131  | 19.440    |           | 7.407     |
| 2012      | 49.346 | 4.736  | 38.623 | 49.134 | 35.920  |        | 21.244    |           | 9.063     |
| 2013      | 53.513 | 9.512  | 40.645 | 42.548 | 40.747  |        | 27.803    |           | 5.726     |
| 2014      | 59.340 | 11.732 | 53.684 | 37.645 | 84.699  |        | 22.329    | 16.533    |           |
| 2015      | 52.724 | 9.088  | 42.476 | 30.510 | 95.963  | 29.644 | 17.345    | 21.652    | 9.845     |
| 2016      | 56.630 | 8.622  | 28.439 | 37.005 | 113.597 | 34.902 | 18.110    | 20.922    | 8.316     |
| 2017      | 49.454 | 5.019  | 25.347 | 34.898 | 111.752 | 29.890 | 16.100    | 23.363    |           |
| 2018      | 35.300 |        | 27.359 | 37.894 | 129.179 | 18.370 | 14.270    | 27.086    |           |
| 2019      | 35.414 |        | 24.457 | 30.730 | 110.380 | 9.512  | 12.168    |           |           |
| 2020      | 32.488 |        |        |        |         |        |           |           |           |

### Marketing
Honda planejou usar o nome Fitta, e foi lançado no Japão com esse nome em 2001. Como Fitta nas línguas escandinavas é uma gíria para vagina, a Honda usou Jazz na maioria dos mercados e Fit nas Américas.
Em abril de 2006, a Honda Austrália promoveu o Honda Jazz com Village Green, um comercial de animação para a televisão, em versões de 30 segundos e 60 segundos, inspirado em Thomas the Tank Engine.
Em abril de 2006, a American Honda lançou o Fit com seis anúncios de TV de cinco segundos e dois de 30 segundos, com o slogan 'The Fit Is Go'.
As campanhas publicitárias subsequentes incluíram "Mecha-Mosquitoes," "Defense Mechanism" e "Bats", produzido por Digital Domain. Como parte da campanha, o veículo também apareceu em Gossip Girl, 90210, America's Next Top Model, Smallville e Everybody Hates Chris. Anúncios impressos "Gas Hogs" e "Cavernous" serão apresentados em revistas populares. Um site de marketing dedicado foi construído para comunicar os principais recursos do produto por meio de jogos e experiências interativas. A campanha continuou com o slogan 'The Fit Is Go'.

## Prêmios e reconhecimento
- Carro do ano do Japão nos anos 2001-02 e 2007-08
- Prêmio Especial do 30º Aniversário do Carro do Ano do Japão "Melhor Carro da 3ª Década": Fit/Jazz de 1ª geração
- Prêmio RJC de Carro do Ano 2002
- Car and Driver's Melhor Carro pequeno em suas 10 Melhores listas em 2007-13
- Top Gear Survey 2006: Melhor carro pequeno
- Top Gear Survey 2006: segundo melhor de todos os carros da pesquisa (depois do Honda S2000)
- IGN Best of 2006 Awards: Prêmio Killer segmento B
- Greenercars.org's Um dos veículos mais ecológicos de 2007 e 2008
- MotorWeek Drivers 'Choice Awards 2007 - Melhor carro pequeno
- MotorWeek Drivers 'Choice Awards 2007 - Melhor do ano
- MotorWeek Drivers 'Choice Awards 2009 - Melhor carro pequeno
- Melhor carro econômico de 2008, US News & World Report
- Os 10 principais veículos urbanos de 2008 - Cars.com
- Finalista de carro do ano de 2009, Motor Trend
- Melhor valor geral de 2010 por relatórios de consumidores
- 2010 Best Hatchback for the Money, US News & World Report
- Melhor valor geral de 2011 por relatórios de consumidores
- Melhor valor geral de 2012 por relatórios de consumidores
- Prêmio Melhores Carros para Famílias de 2012 - Nº 1 em Carros Pequenos Acessíveis